# محمد جاوة
محمد جاوة ولد في 12 أبريل 1952 في صفاقس، هو رياضياتي تونسي. هو مؤسس المعهد التحضيري للدراسات العلمية والتقنية والمدرسة التونسية للتقنيات اللتين أدارهما بين 1991 و1995.

## السيرة الذاتية

### التكوين
في 1974، تحصل محمد جاوة على شهادة الماجستير في الرياضيات من كلية العلوم بتونس، قبل أن يتحصل على شهادة الدراسات المعمقة في التحليل العددي من جامعة بيير وماري كوري. في هذه الجامعة، تحصل سنة 1977 على دكتوراه في الرياضيات التطبيقية ثم في 1983 على دكتوراه في علوم الرياضيات. في نفس الوقت بين 1974 و1983، كان محمد جاوة باحثا في المعهد الوطني للبحوث في علوم الحاسوب والأتمتة (INRIA) وفي مركز الرياضيات التطبيقية التابع للمدرسة المتعددة التكنولوجية الواقعان في فرنسا. في 1983، أصبح أستاذا محاضرا في المدرسة الوطنية للمهندسين بتونس (ENIT).

### المسار المهني
بين 1982 و1992، كان مدير مركز الخوارزمي للحساب الآلي. في إطار إصلاح التعليم العالي في تونس من قبل وزير التربية والتعليم العالي والبحث العلمي محمد الشرفي، قام جاوة بتأسيس المعهد التحضيري للدراسات العلمية والتقنية سنة 1991 والمدرسة التونسية للتقنيات سنة 1994، وقام بإداراتهما حتى 1995.

عاد محمد جاوة إلى مدرسة المهندسين بتونس سنة 1995، وقام سنة 1997 بتأسيس مختبر النمذجة الرياضية والعددية في العلوم الهندسية (LAMSIN) الذي سرعان ما أصبح مركزا هاما للأبحاث في مجاله في المغرب العربي وحوض البحر الأبيض المتوسط، وكان من بين أول المخابر المعترف بها من قبل كتابة الدولة للبحث العلمي والتقني سنة 1999. ارتبط المختبر سنة 2000 مع المعهد الوطني للبحوث في علوم الحاسوب والأتمتة، ثم في 2009 مع المركز الوطني الفرنسي للبحث العلمي. اعترف به «كمركز إقليمي متميز» في 2003 من قبل الوكالة الجامعية الفرانكوفونية، وفي 2002 أصبح المختبر يشغل كرسي «الرياضيات والتنمية» في اليونسكو ممثلا في محمد جاوة. كان محمد جاوة أيضا رئيس المركز الدولي للرياضيات البحتة والتطبيقية بين 2001 و2004.

في 2003، أسس بالتشارك مع طاهر بن لخضر المدرسة العليا الخاصة للهندسة والتكنولوجيا رفقة مجموعة من الأكاديميين والمهندسين. استدعته بعد ذلك جامعة نيس صوفيا أنتيبوليس لوضع تكوين هندسي في الرياضيات التطبيقية والنمذجة في المدرسة المتعددة التكنولوجية التابعة للجامعة والتي أسست سنة 2005. أدار في نفس الوقت هذا التكوين والقسم الذي يستقبله حتى 2009، تاريخ تعيينه كمسؤول علمي لمنطقة أفريقيا والشرق الأوسط في إدارة العلاقات الدولية في المعهد الوطني للبحوث في علوم الحاسوب والأتمتة. في سبتمبر 2010، تم تعيينه لتنسيق كلية الهندسة في الجامعة الفرنسية في مصر الواقعة في القاهرة.

محمد جاوة هو أيضا عضو في لجان تحرير وقراءة في العديد من المجلات العلمية الدولية، وأدار كذلك عشرين أطروحة دكتوراه.

## الجوائز
- 2013: فارس وسام السعفات الأكاديمية.[3]

## روابط خارجية
- (بالفرنسية) مقالات محمد جاوة على هافينغتون بوست.